# Sara Arfaoui
Sara Arfaoui   (Montebelluna, 17 de juliol de 1995) és una model, actriu i presentadora de televisió italiana.
És parella del jugador del futbolista İlkay Gündoğan des de l'any 2021. Es van casar el maig del 2022, i van rebre el seu primer fill, Kais Gündoğan, el 15 de març de 2023.